# Musca tibetana
Musca tibetana este o specie de muște din genul Musca, familia Muscidae, descrisă de Fan în anul 1978.
Este endemică în Tibet. Conform Catalogue of Life specia Musca tibetana nu are subspecii cunoscute.